# Veronica avromanica
Veronica avromanica är en grobladsväxtart som beskrevs av M. A. Fischer. Veronica avromanica ingår i släktet veronikor, och familjen grobladsväxter. Inga underarter finns listade i Catalogue of Life.